# استدلال اخلاقی

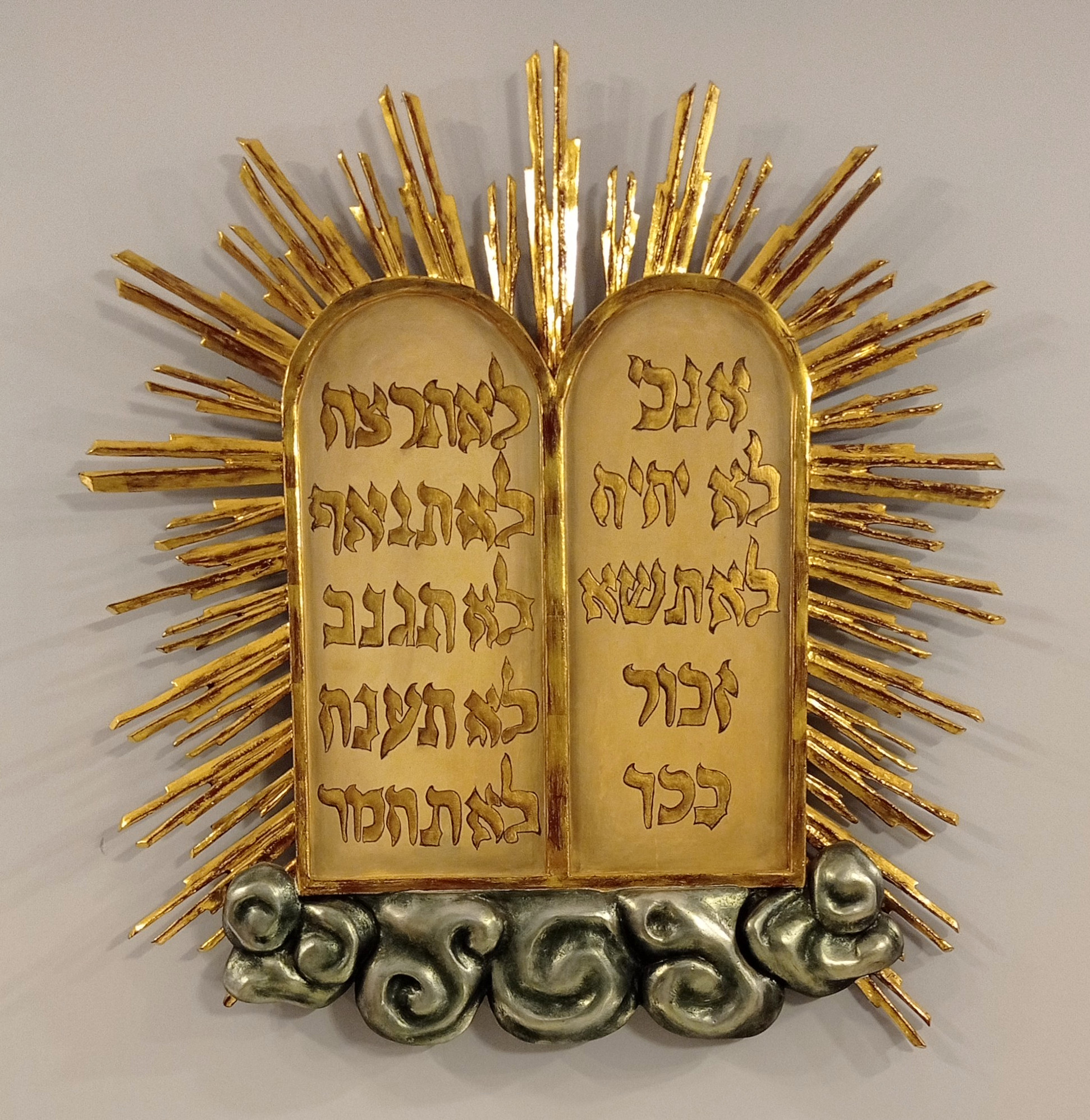
ده فرمان از کنیسه در موزه محلی، خانه خاخام سابق در میدان شوبرت چک

استدلال اخلاقی (به انگلیسی: Moral reasoning) مطالعه چگونگی تفکر مردم دربارهٔ درست و نادرست و چگونگی کسب و اعمال قواعد اخلاقی است. این رشته فرعی روان‌شناسی اخلاقی است که با فلسفه اخلاق همپوشانی دارد و پایه و اساس اخلاق توصیفی است.
در پیامدگرایی (اغلب از اخلاق وظیفه‌گرا متمایز می‌شود)، کنش‌ها به عنوان حق بر باطل بر اساس پیامدهای عمل، در مقابل ویژگی ذاتی خود عمل است.
استدلال اخلاقی نخستین بار در اواسط تا اواخر قرن بیستم توجه گسترده‌ای از روان‌شناسان رشد را به خود جلب کرد. نظریه‌پردازی اصلی آنها شامل روشن کردن مراحل رشد ظرفیت استدلال اخلاقی بود.